# Basuki Resobowo
Basoeki Resobowo (Perfected Spelling: Basuki Resobowo; 1916 – Amsterdam, 5 gennaio 1999) è stato un pittore indonesiano.
Nato da un padre trasmigrante a Sumatra, fin da giovane mostrò interesse per le arti visive, ma venne indirizzato negli studi verso l'insegnamento. Dopo un breve periodo in una scuola di Taman Siswa a Batavia (oggi Giacarta), studiò design e incominciò a lavorare come geometra mentre produceva schizzi e copertine di libri. Recitò in un solo film, Kedok Ketawa della Union Films, ma rimase vicino alla comunità di attori, prima come scenografo durante l'occupazione giapponese delle Indie orientali olandesi, poi per Perfini nei primi anni Cinquanta.
Negli anni Quaranta e Cinquanta Resobowo divenne famoso come pittore, lavorando con artisti come Trisno Sumardjo e Oesman Effandi. Alla fine degli anni Cinquanta era a capo del dipartimento di arti visive dell'Institute for the People's Culture. Tuttavia, il clima politico dell'Indonesia rese presto pericolose le sue inclinazioni di sinistra, tanto che fu costretto ad andare in esilio a partire dagli anni Sessanta, stabilendosi infine ad Amsterdam, nei Paesi Bassi. Lì scrisse ampiamente sull'arte fino alla sua morte.

## Filmografia
- Kedok Ketawa, regia di Jo An Djan (1940)